# Claressa Shields
Claressa Shields (Flint (Michigan), 17 maart 1995) is een Amerikaans boksster. Ze werd in 2012 en 2016 olympisch kampioen in de klasse middengewicht. Hiermee was ze de eerste Amerikaanse bokser die een olympische titel twee keer op rij won. Shields werd in 2012 olympisch kampioen door de Russin Nadezjda Torlopova te verslaan, in 2016 was ze Nouchka Fontijn uit Nederland de baas.
Als amateur vocht Shields in totaal 78 partijen, waarvan ze er 77 won. De enige verloren wedstrijd was tegen Savannah Marshall.

## Biografie
Shields had geen gemakkelijke jeugd met een aan drugs verslaafde moeder en een vader die tot Shields' negende jaar in de gevangenis zat. Ze groeide op in armoede, moest vaak op de vloer slapen en had regelmatig geen eten. De voedselbonnen die de familie kreeg, werden volgens Shields door haar moeder hoogstwaarschijnlijk ingewisseld voor drugs. Haar moeder had veel vluchtige relaties en de mannen kwamen bij haar thuis. Door drie van die mannen werd de jonge Shields seksueel misbruikt. Toen haar tante dit te weten kwam, werd het meisje onmiddellijk weggehaald bij haar moeder en opgevangen door haar oma.
Dankzij haar vader, zelf een bokser, maakte Shields kennis met het boksen. Na zijn vrijlating vertelde hij zijn dochter over drievoudig wereldkampioen boksen Muhammad Ali en hoe diens dochter, Laila Ali, hem opvolgde door ook te gaan boksen. Het prikkelde bij Shields de belangstelling voor de bokssport. Toch was haar vader van mening dat boksen een echte mannensport was en hij stond pas toen ze elf was toe dat Shields bokslessen ging nemen. Hier bleek zij talent voor te hebben.
Shields heeft een relatie. Ze probeerde in 2014 de pasgeboren dochter van haar nicht, die al twee kinderen had en niet voor een derde kon zorgen, te adopteren. Ze had het kind acht maanden in huis, maar moest haar in 2015 toch afstaan. In 2015 werd een documentaire gemaakt over het leven van Shields. Filmmaatschappij Universal Studios kocht een jaar later de filmrechten.

### Carrière
Shields wist zich in 2012 op zeventienjarige leeftijd te kwalificeren voor de Olympische Zomerspelen, waar het vrouwenboksen voor het eerst een olympische discipline was. Shields veroverde er de gouden medaille. In 2014 en 2016 won ze de wereldkampioenschappen en in 2015 zegevierde ze bij de Pan-Amerikaanse Spelen. Ze prolongeerde de olympische titel in 2016. Shields sloot haar bokscarrière als amateur af met 78 gespeelde wedstrijden, waarvan ze er 77 won.
In november 2016 ging ze professioneel boksen; ook die eerste wedstrijd won ze.

## Palmares
- Olympisch kampioen middengewicht: 2012, 2016
- Wereldkampioen middengewicht: 2014, 2016
- Pan-Amerikaans kampioen lichtzwaargewicht: 2015

2012: Claressa Shields ·
2016: Claressa Shields ·
2020: Lauren Price ·
2024: Li Qian
- Gemeinsame Normdatei: 1183613067
- Library of Congress Control Number: no2016160881
- Virtual International Authority File: 9969148209322400460003
- WorldCat: E39PBJvHcTMt9pktvKYP6TMgKd